# Salve, Oh Patria
Salve, Oh Patria! ist seit 1886 die Nationalhymne von Ecuador. Der Verfasser des Textes, Juan León Mera, war später Präsident des Senates von Ecuador und gilt als einer der bedeutendsten Schriftsteller seines Landes im 19. Jahrhundert. Die Musik wurde von Antonio Neumane komponiert. Der offizielle Text hat neben dem Refrain sechs Strophen, von denen in der Regel nur die hier wiedergegebene zweite gesungen wird.
| Spanischer Text Refrain: Salve, Oh Patria, mil veces! ¡Oh Patria, Gloria a ti! Gloria a ti! Ya tu pecho, tu pecho, rebosa Gozo y paz ya tu pecho rebosa; Y tu frente, tu frente radiosa Más que el sol contemplamos lucir. (Wh.) Los primeros, los hijos del suelo, Que, soberbio, el Pichincha decora, Te aclamaron por siempre señora Y vertieron su sangre por ti. Dios miró y aceptó el holocausto Y esa sangre fue germen fecundo De otros héroes que atónito el mundo Vio en tu torno a millares surgir. (2× Wh.) | Deutsche Übersetzung Refrain: Gegrüßet seist du, o Vaterland, tausendfach! O Vaterland, dir sei Ruhm! Dir sei Ruhm! Und deine Brust, deine Brust fließt über von Wonne und Frieden fließt deine Brust über; und an der Stirn, deiner strahlenden Stirn, sehen wir mehr als die Sonne leuchten. (Wh.) Die Ersten, die Söhne der Erde, die der Pichincha so prächtig schmückt, haben dich für immer zur Herrin erhoben, und vergossen ihr Blut für dich. Gott sah es und nahm das Opfer an. Und dieses Blut ward fruchtbarer Keim weiterer Helden, die staunend die Welt in deinem Umkreis zu Tausenden sich erheben sah.(2× Wh.) |